# Sabrina (cantora)
Sabrina, foi o nome artístico adotado pela cantora portuguesa em 2007 , altura em que representou Portugal no Festival Eurovisão da Canção, na Finlândia. Em 2012, a cantora apresentou-se ao público com o seu verdadeiro nome Maria Teresa, num novo projeto a que associou também uma mudança de imagem.

## Biografia
Nasceu em 30 de Março de 1982 na cidade de Setúbal. Começou por cantar na escola e em festas de família. Aos 16 anos de idade começou a participar em competições de karaoke.
Frequentou o Conservatório Regional de Setubal, onde aprendeu piano, sofrendo influências e seguindo a vocação familiar(Avó, Pai).
Tirou um curso de Modelo e Manequim com a ex-Miss Portugal Francisca Sobrinho. Também frequentou a Universidade (Instituto Piagget - Ciências da Comunicação e Universidade Nova - Sociologia), que abandonou para se dedicar à música e ao canto.
Com Carina, fez parte de uma das últimas formações das Teenagers durante três anos (2003-2006). Antes de enveredar por uma carreira a solo venceu dois concursos locais de karaoke. 
Aos 24 anos foi seleccionada num casting para participar no Festival RTP da Canção 2007. Com o nome artístico de Sabrina venceu a 43.ª edição do conhecido concurso com mais de o dobro dos votos que o 2º classificado e que decorreu no dia 10 de Março de 2007 na Sala Tejo do Pavilhão Atlântico, em Lisboa, Portugal.
Com o tema Dança comigo (vem ser feliz), representou Portugal na semifinal do Festival Eurovisão da Canção 2007, que se realizou na Finlândia a 10 de Maio. Portugal não conseguiu obter os votos suficientes para passar à final, ficando em 11.º lugar de entre 28 disponíveis na semifinal com 88 pontos (perdeu a qualificação apenas por 3 pontos), devido à pontuação que Portugal atribuiu à Moldávia. No entanto, obteve a maior pontuação desde a participação de Portugal em 1998.
Interpretou uma versão especial de My heart will go on, original de Celine Dion, no programa de televisão Diz que é uma espécie de magazine, a convite dos membros do Gato Fedorento.
Praticou Futsal durante 13 anos, representando o Vitória de Setúbal, entre outros clubes, onde foi a capitã de equipa, tendo alcançado o título de vice-campeã distrital na modalidade.
Em 2012 abandonou o seu nome artístico e abraçou um novo projeto com a editora Espacial, apresentando-se desde então com o seu nome verdadeiro, Maria Teresa  e lançou o álbum "Faltam-me as Palavras", fazendo a apresentação do mesmo nos Coliseus de Lisboa e Porto.
O 1º single "Faltam-me as Palavras" foi um enorme êxito, integrando a banda sonora de uma das novelas de maior sucesso da TVI, "Destinos Cruzados". 
Numa relação com o futebolista e internacional português Orlando Sá desde 2010, a cantora divide o seu tempo entre as viagens a Portugal para a realização de espetáculos e a sua vida pessoal. Actualmente vive em Varsóvia, Polónia, país onde actua o futebolista. 